# 1985 RP1
1985 RP1 är en asteroid i huvudbältet som upptäcktes den 10 september 1985 av den tjeckiske astronomen Zdeňka Vávrová vid Kleť-observatoriet.